# ABBA-dabba-dooo!!
ABBA-dabba-dooo!! foi um especial de televisão apresentando o grupo ABBA, exibido na Suécia em 5 de novembro de 1976. Foi produzido e criado por Leonard Eek.
É o primeiro programa de TV sueco sobre o ABBA, que foi em grande parte filmado na ilha Viggsö. O especial trazia entrevistas comandadas por Per Falkman, bem como performances de algumas de suas mais recentes músicas da época. "Tiger", "When I Kissed The Teacher" e "My Love, My Life" (este somente com Agnetha) tinham clipes promocionais feitos especialmente para o especial.
Hoje, ainda se sustenta como um dos melhores programas já produzidos sobre o ABBA, certamente, durante seus anos juntos como um grupo.

## História
Com a ideia de fazer um especial para o grupo ABBA, no auge de sua carreira em 1976, em 29 de setembro do mesmo ano começaram as gravações com as performances de estúdio na Suécia. Enquanto isso, o grupo continuou a trabalhar no próximo álbum, Arrival, completando a faixa de abertura, "When I Kissed the Teacher".
O programa feito pela SVT Sweden, foi produzido por Leonard Eek e narrado por Per Falkman. Leonard Eek recorda a resistência que ele encontrou quando sugeriu que um programa inteiro deveria ser dedicado exclusivamente ao ABBA, pela primeira vez no país sueco. Na época, o ABBA fora rotulado como "distante" e "irreal" no clima severo da esquerda cultural que prevalecia na Suécia. No entanto, Eek recebeu apoio e foi capaz de produzir o que ainda se levanta como um dos melhores programas já feitos sobre o ABBA.

"Nós queríamos mostrar o melhor que a Suécia tinha a oferecer em música popular como entretenimento noturno para uma noite de sexta-feira, bem como mostrar que os membros eram de fato pessoas comuns; eles não têm segundas intenções, mas são profissionais esforçados. Queríamos dar uma imagem ampliada dos seres humanos por trás da fama e "o estrelato"."

— Per Falkman
As principais gravações foram filmadas na ilha sueca Viggsö, onde todos os membros foram entrevistados, inclusive o empresário da banda, Stig Anderson. Devido ao longo período de produção, um excelente relacionamento foi criado entre Per Falkman e o grupo, onde certos membros do ABBA diziam que o especial tinha sido de "coração aberto". Agnetha disse na conferência de imprensa do programa: "Ele [Falkman] tem uma capacidade de atrair mais as coisas de você do que você gostaria de dizer." Falkman confirma: "Senti que nossas conversas foram tão interessantes e eles foram tão generosos com eles mesmos, que poderíamos ter feito um programa de entrevista de uma hora sem uma nota de música nele".
Quando a produção começou, Leonard Eek particularmente esperava que seria capaz de persuadir os membros para executar algumas músicas ao vivo. Além das apresentações para o Festival Eurovisão da Canção, o ABBA nunca tinha realmente tocado ao vivo na televisão. "Eles queriam ter certeza de que o resultado seria no nível em que queriam estar, e onde achavam que tinham o direito de exigir e serem eles mesmos. E com razão: todos nós queríamos a mesma coisa", disse Eek. O ABBA aceitou e gravou duas canções em versão ao vivo.

## Estrutura
"Passamos um dia pensando na música, que era bastante incomum naquela época. Nós trabalhamos com iluminação e com a técnina chroma key. Eu não tinha uma visão clara do que eu queria ou dos limites de quão longe se pôde ir, o que significa que levou tempo, mas também foi divertido e emocionante."

— Leonard Eek sobre as gravações do clipe de "My Love, My Life"
Durante os créditos iniciais, o especial exibiu um medley composto de 12 músicas do ABBA gravadas até então: "Ring Ring", "SOS", "Honey, Honey", "Fernando", "Dancing Queen", "Hasta Mañana", "I Do, I Do, I Do, I Do, I Do", "Mamma Mia", "Ring Ring (bara du slog en signal)", "Waterloo", "So Long" e "Intermezzo nº 1". No decorrer do programa, além das entrevistas, 9 apresentações foram caracterizadas, incluindo duas versões ao vivo: "Dum Dum Diddle" e "Why Did It Have To Be Me".
"Tiger", "When I Kissed the Teacher" e "My Love, My Life" ganharam vídeos promocionais. O produtor Leonard Eek relembra as gravações de "My Love, My Life", vídeo que mostrava apenas Agnetha: "Eu tive essa ideia: o vídeo só deve ter um close no rosto de Agnetha durante a música inteira, e mesmo assim ele deve ser atraente, temos que mostrar que grande cantora ela é e como ela é linda, como um contraste para as cenas mais informais no programa".

## Canções caracterizadas

Cena do videoclipe de "When I Kissed the Teacher".

Ao todo, o programa apresentou 9 músicas do quarteto (além do medley nos créditos iniciais), sendo duas ao vivo e a metade do vídeo com a apresentação do grupo no Festival Eurovisão da Canção caracterizando "Waterloo".
1. "Waterloo" - meia canção
2. "Knowing Me, Knowing You"
3. "When I Kissed the Teacher"
4. "Dum Dum Diddle" - ao vivo
5. "My Love, My Life"
6. "Money, Money, Money"
7. "Dancing Queen"
8. "Tiger"
9. "Why Did It Have To Be Me" - ao vivo

## Transmissão
Cerca de um mês depois dos inícios das gravações em estúdio, em 26 de outubro o programa foi exibido na Austrália pelo canal Nine Network e com o título ABBA From the Beginning. Esta edição trazia duas apresentações a mais do grupo que foram gravadas no especial ABBA In Australia: "Mamma Mia" e "Tropical Loveland".
Em 5 de novembro foi transmitido na Suécia pelo Channel 2. Novamente na Suécia, em 14 de julho de 1987, cerca de 5 anos depois do fim do grupo, foi exibido dentro do Det var då i TV2. Na Finlândia, o documentário também fez muito sucesso. Depois de ter sido exibido no verão de 1977, o especial voltou a ser exibido em 1 de maio de 2010 e em 19 de março de 2011 pela emissora YLE Teema.
Em 25 de setembro de 2010, o clipe de "When I Kissed the Teacher" foi exibido dentro do quadro "School Days" (Dias de Escola) do programa do Reino Unido, Top of the Pops 2, trasmitido pela BBC Two.

## Arrival Deluxe Edition
Em 2006, ABBA-dabba-dooo!! foi incluído no lançamento de Arrival Deluxe Edition, uma edição especial em comemoração ao 30º aniversário do álbum Arrival. Visto que na exibição original do programa, 8 das 9 músicas faziam parte do álbum em questão, o escritor Carl Magnus Palm comentou que foi "a inclusão mais óbvia a ser colocada na edição", além de ressaltar que a adição foi essencial "para ampliar a imagem e realmente transmitir uma sensação de "ABBA em 1976"."
Arrival Deluxe Edition está disponível atualmente.